# Volo Formosa Airlines 7623
Il volo Formosa Airlines 7623 era un volo interno partito da Hsinchu e diretto a Kaohsiung. Si schiantò nell'oceano poco dopo il decollo mentre era pericolosamente inclinato sulla destra.

## L'aereo e l'equipaggio
B-12255 era un Saab 340B. Effettuò il suo primo volo nel 1993 e da allora accumulò 8.076 ore di volo.
Il capitano vantava 10.900 ore di volo sul suo curriculum, di cui 6.400 sul Saab 340, mentre il primo ufficiale aveva solo 300 ore di volo, essendo stato assunto il 25 febbraio.

## Il volo
Durante i controlli pre-volo è stata rilevata un'avaria del generatore principale di destra che rese non disponibili i seguenti sistemi: il sistema strumentale di volo elettronico di sinistra (EFIS), i comparatori EFIS, i direttori di volo LH/RH, LH RMI, il pilota automatico, lo smorzatore dell'imbardata e altri strumenti. Anche la valvola di sfiato antighiaccio del motore n. 2 venne lasciata aperta per questo motivo, il che fece sì che il suo ITT fosse di 15 °C superiore al normale su quella potenza. Secondo la lista dell'equipaggiamento minimo non era possibile decollare con un generatore primario fuori servizio, ma il Saab partì ugualmente dalla pista 05 alle 19:29. A causa del guasto dell'autopilota l'aereo doveva essere pilotato manualmente. Poiché anche l'ammortizzatore di imbardata non funzionava, i piloti stessi avrebbero dovuto pilotare il loro aereo, ma non lo fecero. La discrepanza ITT di oltre 30 °C tra i motori influì sul velivolo, ma solo quando l'equipaggio ridusse la potenza del motore n. 2, 30 secondi dopo, probabilmente per ridurre l'ITT. Ciò fece sì che il motore n. 2 generasse il 13% di spinta in meno, portando a un rollio e un'imbardata a destra, che potevano essere contrastati solo dall'alettone sinistro costantemente alzato. I flap che avrebbero dovuto essere retratti a 1.000 piedi non vennero retratti fino a quando l'aereo non raggiunse quasi la velocità massima consentita con gli ipersostentatori estesi. Quando venne impostata la potenza di salita, apportarono una modifica simmetrica dell'angolo della leva di alimentazione (PLA). Tuttavia, a causa della precedente trazione del PLA RH in combinazione con il normale gioco nei cavi della leva di alimentazione tra PLA e l'unità idromeccanica (HMU), la potenza del motore RH si ridusse mentre la potenza del motore LH rimase invariata. Ciò comportò un'asimmetria ancora maggiore. L'aereo iniziò a virare a destra e la velocità di salita diminuì. Il copilota trasmise all'ATC: "230 (gradi) a destra, Bravo 12255", mentre l'aereo era inclinato a destra di 21°. 10 secondi dopo, il capitano chiese assistenza per la sua rotta, durante la quale l'aereo si trovava ad un angolo di beccheggio di 10° in avanti e 24° di inclinazione a destra, che aumentava di un grado al secondo. Dopo che il capitano disse "Chiedi i vettori radar" inserì anche un piccolo input dell'alettone destro, peggiorando la situazione. Negli ultimi istanti del volo i piloti mossero l'alettone destro e l'aereo, 161 secondi dopo il decollo, si schiantò nell'oceano, ad un'inclinazione di 65°. Nessuno dei 13 occupanti sopravvisse all'impatto.

## Le indagini
Con il guasto del generatore principale RH l'aereo non poteva decollare secondo il MEL, ma i piloti lo ignorarono. L'oscurità all'esterno, con le condizioni dell'IMC sommate all'affaticamento del pilota (il capitano era in servizio da più di 11 ore) e i guasti del sistema probabilmente favorirono la perdita di consapevolezza situazionale e il disorientamento spaziale, portando ad una sempre maggiore inclinazione dell'aereo verso destra. L'equipaggio inoltre non seguì le procedure operative standard.